# !!Destroy-Oh-Boy!!
!!Destroy-Oh-Boy!! é o álbum de estreia do grupo americano de garage punk New Bomb Turks. Foi lançado em 1993 pela Crypt Records. O álbum foi gravado em 1992 e recebeu críticas positivas.
O site Allmusic classificou o álbum como 4½ estrelas de um total de 5.